# Sóng biển

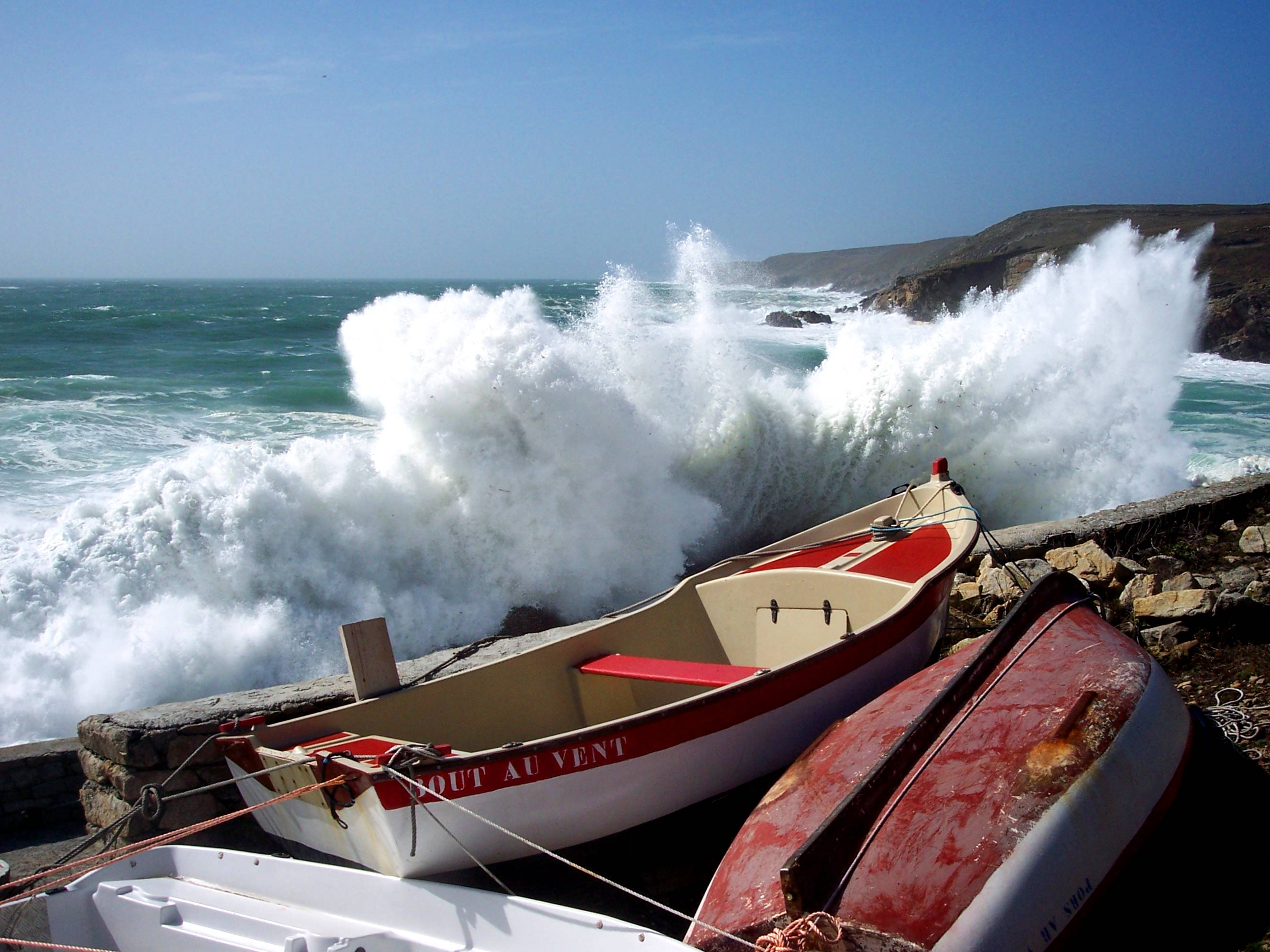
Một ngày sóng lớn ở Pors-Loubous, cảng nhỏ thuộc Plogoff, vùng Bretagne, nước Pháp

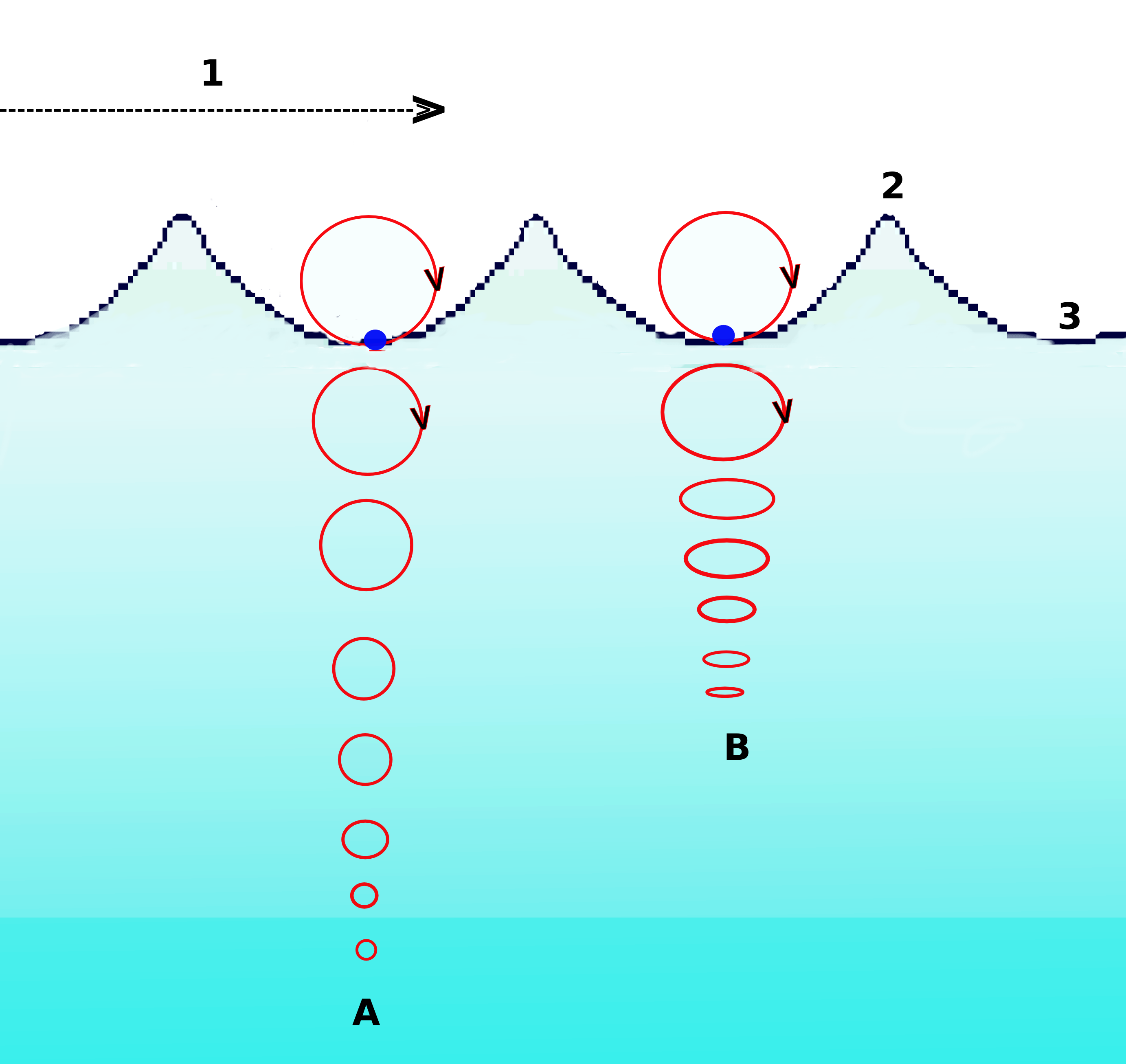
Chuyển động của từng phần tử nước biển trong sóng biển. A=Nước sâu, B=Nước nông (với nước nông, các hạt chuyển động thành hình elip thay vì hình tròn tại gần đáy). 1=Chiều lan truyền, 2=Đỉnh sóng, 3=Đáy sóng.

Sóng biển là các sóng bề mặt xuất hiện tại tầng trên cùng của biển hay đại dương. Chúng thường được tạo ra do tác dụng của gió, nhưng đôi khi cũng do các hoạt động địa chấn, và có thể lan truyền hàng nghìn kilômét. Độ cao của sóng có thể chỉ nhỏ cỡ chục xentimét nhưng cũng có thể lớn tới cỡ sóng thần. Các phân tử nước biển tham gia vào chuyển động sóng chỉ xoay vòng tại chỗ và có ít chuyển động tịnh tiến theo hướng lan truyền của sóng; tuy rằng một lượng năng lượng lớn có thể được lan truyền theo sóng.

## Các đặc trưng
- Chiều dài sóng (ký hiệu L) là khoảng cách giữa hai đỉnh sóng kế tiếp
- Chu kì sóng (T) là khoảng thời gian cần thiết để một chiều dài sóng truyền qua vị trí đang xét.
- Chiều cao sóng (H) là khoảng cách theo phương thẳng đứng giữa đỉnh sóng và đáy sóng.
- Biên độ sóng (a) là khoảng cách theo phương đứng từ đỉnh sóng (hoặc đáy sóng) tới đường mực nước tĩnh; biên độ sóng bằng một nửa chiều cao sóng.
- Độ dốc sóng (s) bằng chiều cao sóng chia cho một nửa chiều dài sóng
- Năng lượng sóng (E) thường tính bằng cơ năng của mỗi mét vuông mặt nước khi có sóng truyền qua.
- Vận tốc truyền sóng (c), còn gọi là vận tốc pha của sóng, là vận tốc chuyển động của đỉnh sóng trong hệ quy chiếu đứng yên.
- Vận tốc nhóm sóng ({\displaystyle c_{g}}) là đại lượng đặc trưng của sóng lan truyền, nó chính bằng vận tốc truyền năng lượng của sóng.

## Phân loại
Theo sự hình thành có thể phân chia sóng thành hai loại:
- Sóng hỗn hợp được hình thành tại vị trí có xảy ra bão; hướng sóng, chiều cao sóng và chu kì sóng có dạng không đồng nhất.
- Sóng lừng được lan truyền từ nguồn phát sinh sóng (bão) cách xa vị trí đang xét. Sóng lừng có chiều dài sóng, chiều cao sóng và chu kì tương đối đồng đều và có còn sóng